# Charierges nigralba
Charierges nigralba är en fjärilsart som beskrevs av Max Wilhelm Karl Draudt 1950. Charierges nigralba ingår i släktet Charierges och familjen nattflyn. Inga underarter finns listade i Catalogue of Life.